# Chang Sang
Chang Sang, hangul 장상 (ur. 3 października 1939 w Ryongch’ŏn) – południowokoreańska polityk, nauczyciel akademicki, tymczasowa premier Korei Południowej od 11 do 31 lipca 2002.
Kształciła się na niepublicznej uczelni Ewha Womans University (matematyka, ukończona w 1962) oraz na Uniwersytecie Yale (teologia). W 1977 obroniła doktorat z teologii na Princeton Theological Seminary. Od 1996 aż do 2002 pełniła funkcję rektora Ewha Womans University.
Po zdymisjonowaniu 11 lipca 2002 dotychczasowego premiera, Lee Han-donga, prezydent Kim Dae-jung tymczasowo powołał Chang Sang na to stanowisko, mimo jej braku doświadczenia w polityce. Została ona tym samym pierwszą kobietą premierem w Korei Południowej. 31 lipca przegrała ona stosunkiem 244 do 100 głosowanie nad wotum zaufania. Było to wyrazem konfliktu parlamentu z prezydentem oraz kontrowersyjności kandydatki, którą oskarżano o spekulację luksusowymi ziemniakami oraz o uzyskanie dla syna amerykańskiego obywatelstwa, aby ten uniknął służby wojskowej. W związku z tym zakończyła pełnienie funkcji już po 20 dniach. Następnym p.o. premiera został Jeon Yun-churl. Powstały kryzys polityczny udało się zażegnać dopiero wraz z powołaniem pełnoprawnego szefa rządu, Kim Suk-soo, w październiku 2002.
Chang Sang przystąpiła później do opozycyjnej Milenijnej Partii Korei, na czele której stanęła w 2006 (początkowo jako współprzewodnicząca). Z ramienia jej kontynuatorki, Demokratycznej Partii Korei, uzyskała w 2008 mandat parlamentarny.